# Ostrava Open Challenger 2025
L'Ostrava Open Challenger 2025 è stato un torneo maschile di tennis professionistico. È stata la 22ª edizione del torneo, facente parte della categoria Challenger 75 nell'ambito dell'ATP Challenger Tour 2025, con un montepremi di 91 000 €. Si è giocato dal 28 aprile al 4 maggio 2025 sui campi in terra rossa del SC Ostrava di Ostrava, in Repubblica Ceca.

## Partecipanti

### Teste di serie
| Nazionalità | Giocatore        | Ranking* | Testa di serie |
| ----------- | ---------------- | -------- | -------------- |
| Rep. Ceca   | Vít Kopřiva      | 95       | 1              |
| Danimarca   | Elmer Møller     | 114      | 2              |
| Francia     | Adrian Mannarino | 124      | 3              |
| Rep. Ceca   | Dalibor Svrčina  | 127      | 4              |
| Francia     | Harold Mayot     | 160      | 5              |
| Hong Kong   | Coleman Wong     | 169      | 6              |
| Slovacchia  | Lukáš Klein      | 173      | 7              |
| Libano      | Hady Habib       | 174      | 8              |

* Ranking al 21 aprile 2025.

### Altri partecipanti
I seguenti giocatori hanno ricevuto una wild card per il tabellone principale:
- Jan Jermář
- Jan Kumstát
- Maxim Mrva

I seguenti giocatori sono passati dalle qualificazioni:
- Norbert Gombos
- Max Houkes
- Petr Brunclík
- Àlex Martínez
- Rudolf Molleker
- Jelle Sels

Il seguente giocatore è entrato in tabellone come lucky loser:
- Vitaliy Sachko

## Punti e montepremi
| Torneo    | Torneo              | V     | F     | SF    | QF    | 2T    | 1T  | Q | Q2  | Q1  |
| Singolare | Punti               | 75    | 44    | 22    | 12    | 6     | 0   | 4 | 2   | 0   |
| Singolare | Premi in denaro (€) | 9,880 | 5,820 | 3,450 | 2,000 | 1,165 | 720 | – | 360 | 185 |
| Doppio    | Punti               | 75    | 44    | 22    | 12    | –     | 0   | – | –   | –   |
| Doppio    | Premi in denaro (€) | 4,250 | 2,450 | 1,480 | 880   | –     | 500 | – | –   | –   |

## Campioni

### Singolare
Zsombor Piros ha sconfitto in finale  Hady Habib con il punteggio di 6–3, 6–2.

### Doppio
Jan Jermář /  Stefan Latinović hanno sconfitto in finale  Finn Reynolds /  James Watt con il punteggio di 7–5, 6–3.